# Пуцко, Александр Александрович
Алекса́ндр Алекса́ндрович Пуцко́ (род. 24 февраля 1993, Унеча, Брянская область) — российский футболист, защитник клуба тульского «Арсенала».

## Ранние годы
Родился в городе Унеча Брянской области. Отец Пуцко — полупрофессиональный баскетболист, мать — работник нефтяной станции. Старший брат Александра, Марк, тоже занимался футболом, но выбрал образование и переехал в Москву, поступив в Институт нефти и газа.
Александр начал заниматься футболом в родном городе, в команде «Электрон», позже перебрался в брянское «Динамо». В юности играл форварда, постепенно дошёл до позиции опорного полузащитника. На одном из турниров в 2007 году его заметил селекционер «Спартака» и пригласил на просмотр в московскую команду, который Пуцко успешно прошёл.
В академии «Спартака» действовал на позиции центрального и левого защитника.

## Карьера
С 2010 года стал играть за молодёжную команду красно-белых, а начиная с сезона 2013/14 — за «Спартак-2», сначала в ПФЛ, а потом в ФНЛ.
К работе с основным составом молодого защитника впервые привлёк Унаи Эмери. Дебютировал за клуб в Кубке России 2012/13 против белгородского «Салюта» 26 сентября 2012 года. Матч закончился победой «Спартака» со счётом 2:1.
Пуцко дебютировал в российской Премьер-лиге за «Спартак» 23 апреля 2016 года в игре против «Мордовии», всего в сезоне 2015/16 провёл за основу 2 матча.
Летом 2016 года мог перейти в аренду в «Томь», но московский клуб отказался отпускать его. В сезоне 2016/2017 тренировался с основной командой, но игровую практику по-прежнему получал в «Спартаке-2».
В январе 2017 года Пуцко отправился на просмотр в ФК «Уфа». 20 февраля «Спартак» официально объявил о переходе защитника в «Уфу».. 1 марта Пуцко дебютировал в составе уфимцев, отыграв все 90 минут в матче 1/4 Кубка России против «Анжи».
В июле 2017 года Пуцко на правах аренды перешёл в «СКА-Хабаровск». 16 июля 2017 года дебютировал в составе хабаровских армейцев против петербургского «Зенита».
В 2020 году пополнил грозненский «Ахмат», а в 2022 году перешёл в калининградскую «Балтику».
19 января 2024 года стал игроком армянского «Урарту».

## Достижения
Спартак (Москва)
- Победитель молодёжного первенства России: 2012/13

Спартак-2 (Москва)
- Победитель Первенства ПФЛ: 2014/15 (зона «Запад»)